# Fröjdgökbi
Fröjdgökbi, Nomada obtusifrons, är ett bi i släktet gökbin. Den har tidigare även kallats trubbgetingbi.

## Beskrivning
Artens huvud och mellankropp är svarta, medan bakkroppen är mörkröd med blekgula och svarta markeringar. Könen är lika långa, 5 till 8 mm. Hanen har ofta mindre rött på bakkroppen än honan. Likt många gökbin har arten en kam mellan antennfästena; karakteristiskt för arten är att denna inte är spetsig, utan trubbigt avhuggen.

## Ekologi
Fröjdgökbiet flyger från slutet av juni till augusti/september. Det är inte födospecialiserat utan besöker flera olika, blommande växter, framför allt fibblor och tistlar, men även andra arter inom korgblommiga växter som gullris, harkål, prästkrage och stånds, samt även växter som björnbär, blåmunkar och strätta.             
Arten är boparasit hos fröjdsandbi (Andrena coitana) och troligtvis även blodrotssandbi (A. tarsata); honan lägger ägg i värdarternas bon, den nykläckta larven äter upp värdägget och lever av den insamlade näringen. Fröjdgökbiet förekommer i samma habitat som dess värdar, öppen skogsmark, skogsbryn, kalhyggen, väg- och åkerrenar, torrängar samt sand- och grustag.

## Utbredning
Arten finns i norra, mellersta och östra Europa samt österut via Ryssland till östra Sibirien och Kazakstan. Västgränsen går vid Brittiska öarna.
Artens nuvarande svenska utbredning utgörs av ett område i västra Mellansverige från Bohuslän till Uppland samt, tveksamt, en separat population i Småland. Den har emellertid haft betydligt större utbredning, från Skåne, Gotland, östra Mellansverige och Ångermanland. Minskningen antages fortsätta, och arten är rödlistad som sårbar ("VU"). Minskningen beror framför allt på värdartens, fröjdsandbiets, minskning, vilken i sin tur är en följd av övergödning och ett modernt, monokulturellt jordbruk.
I Finland har arten observerats från sydkusten (ej inkluderande Åland) upp till i väster Södra Österbotten, i öster till Södra Savolax. I 2010 års rödlistebedömning fick arten omdömet starkt hotad ("EN"), men vid 2019 års rödlisteinventering hade arten hämtat sig delvis, och blev klassificerad som sårbar. Mellan år 1971 och 2008 gjordes endast ett fynd, år 1987 i Nyland. Efter år 2000 har arten påträffats i Egentliga Finland, Södra Savolax, Södra Österbotten och Norra Karelen.